# Späte Großstirnschwebfliege
Die Späte Großstirnschwebfliege (Scaeva pyrastri), auch Blasenköpfige Schwebfliege oder Halbmondschwebfliege genannt, ist eine Art in der Familie der Schwebfliegen (Syrphidae).

## Merkmale
Die Fliegen haben eine Körperlänge von 10 bis 15 Millimetern. Der Scheitel der Tiere ist schwarz, das Gesicht graugelb mit bräunlicher Mittellinie, die in der Gesichtsmitte spitz ausläuft. Die Fühler sind rötlichbraun. Das Mesonotum ist glänzend blauschwarz gefärbt. An den Seiten ist es dunkel rotbraun, bräunlichgelb bis weißlich behaart. Das Schildchen (Scutellum) ist braungelb. Die Beine sind rotgelb, die Schenkel (Femora) der vorderen und mittleren Beine sind an der Basis, die der hinteren Beine an der Spitze schwarz gefärbt. Der Hinterleib ist matt schwarz, wobei die Tergite am Hinterrand stahlblau glänzen. Auf den ersten drei Tergiten befindet sich je ein Paar weißlichgelber Flecken. Die hinteren beiden Fleckenpaare sind mondsichelförmig gekrümmt und liegen schief, sodass ihr Vorderende an der Innenseite nahezu an den Vorderrand des entsprechenden Tergits grenzt. Die Flecken des ersten Segments sind gerade. Wie bei allen Arten der Gattung Scaeva ist die Stirn stark aufgeblasen und dicht büschelig schwarz behaart und sind die Facettenaugen stark behaart und haben auf der Unterseite deutlich kleinere Facetten als auf der Oberseite. Das Gesicht der Weibchen ist etwa ebenso breit wie das der Männchen.
Die Art kann mit der Frühen Großstirnschwebfliege (Scaeva selenitica) verwechselt werden, die jedoch gelb gefärbte Flecken auf dem Hinterleib trägt.

## Vorkommen und Lebensraum
Die Art ist in der gesamten Holarktis verbreitet und tritt von Nordafrika und Europa, östlich bis nach Japan sowie in Nordamerika auf. In Mitteleuropa kommt sie vom Flachland bis ins Gebirge vor und besiedelt Wiesen, Felder und Weg- und Waldränder, aber auch Gärten. Als Wanderart kann sie im Flug weite Strecken zurücklegen.

## Lebensweise
Die Imagines fliegen im Flachland von April bis September, mit dem Höhepunkt im Juli und August, in hohen Lagen im Juli und August. Sie sind Blütenbesucher und vor allem an Doldenblütlern, aber auch an Himbeeren, Brombeeren, Disteln und Zypressen-Wolfsmilch zu beobachten.
Wie bei allen Arten der Gattung Scaeva ernähren sich die egelartigen Larven von verschiedenen Arten von Blattläusen, die sie an krautigen Pflanzen und auf Obst- und Nadelbäumen jagen. Die Larven überwintern in Mulm, bevor sie sich verpuppen.

## Bilder

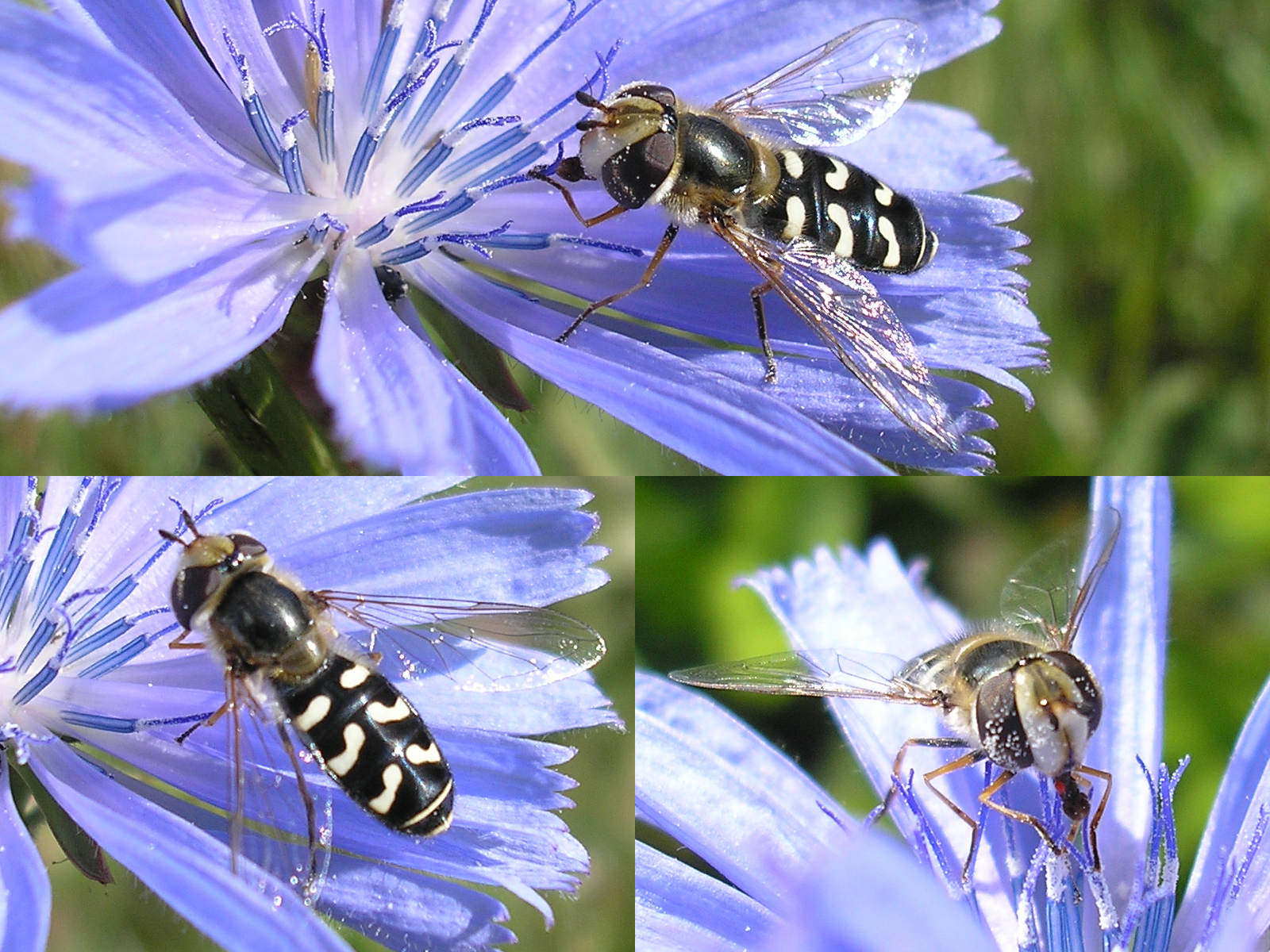
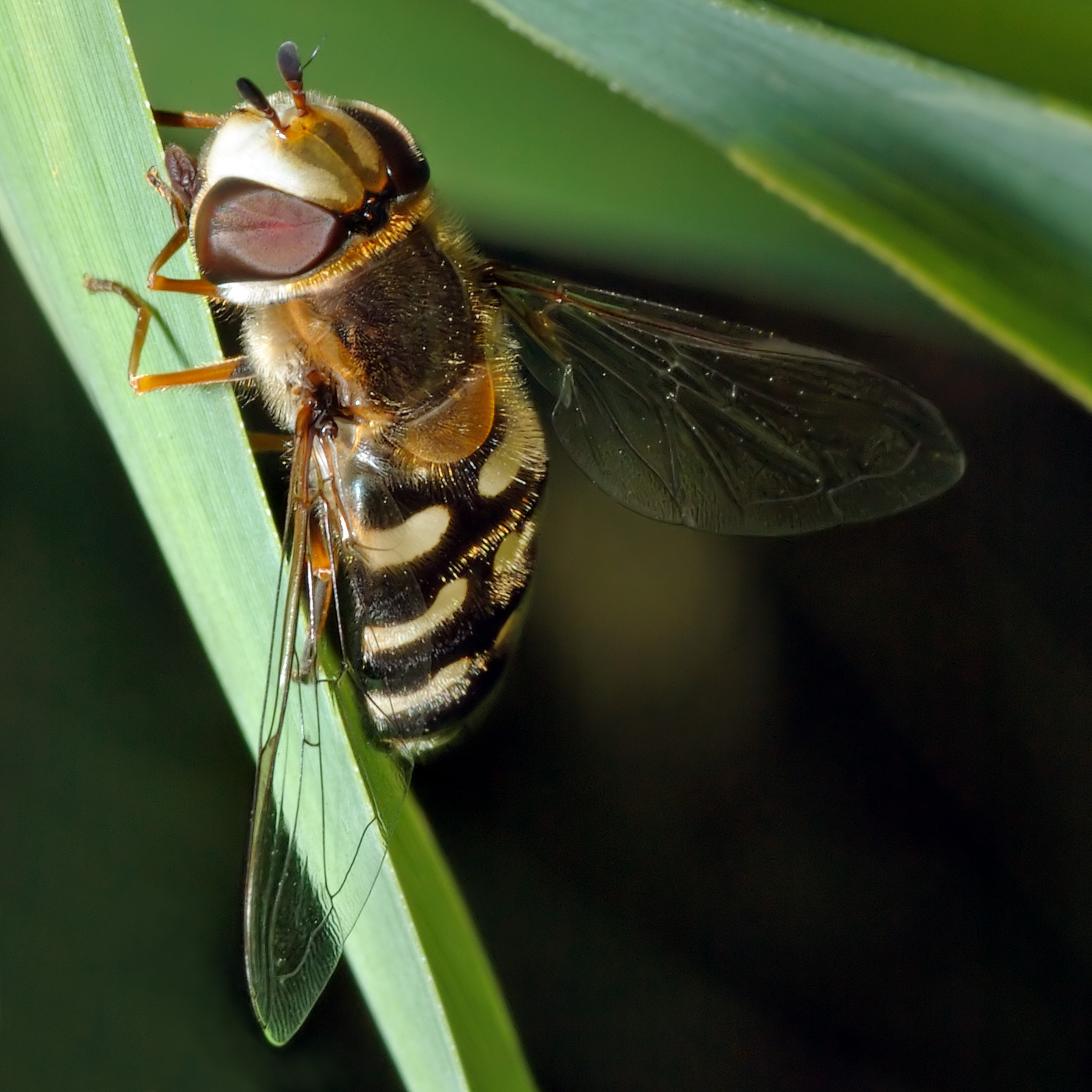
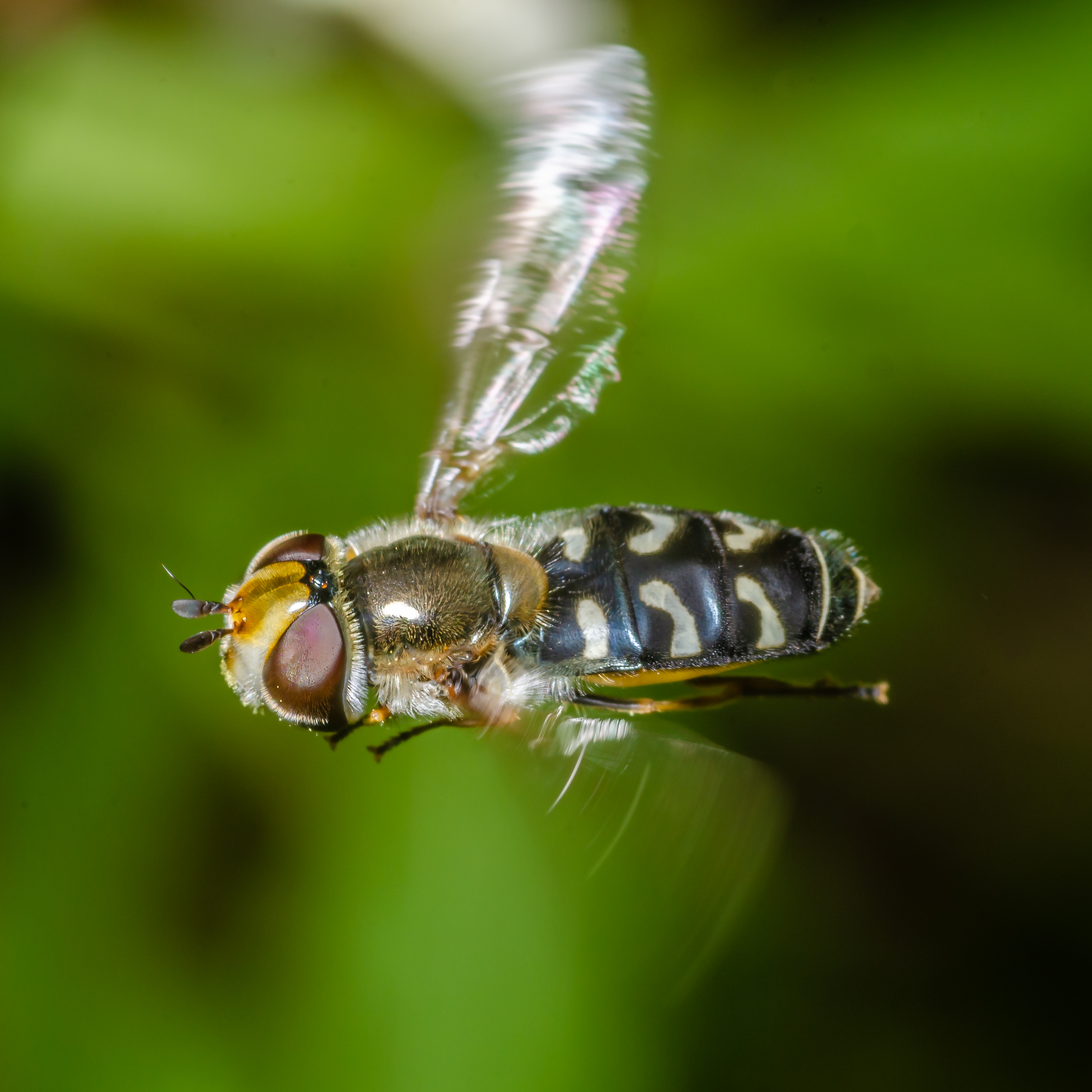
Weibchen im Flug

## Belege